# Les Corbeaux (film)
Pour plus de détails, voir Fiche technique et Distribution.
Les Corbeaux (Kοράκια, Korakia), parfois La Complainte du fossoyeur, est un film grec réalisé par Takis Spetsiotis et sorti en 1991.
« Corbeau » dans le langage populaire grec peut désigner tout autant l'oiseau que le fossoyeur ou l'homme politique.
Adapté du roman La Complainte du fossoyeur d'Emmanouíl Roḯdis, le film fut un des plus cuisants échecs du cinéma grec, avec seulement 400 spectateurs (en comptant ceux des projections au festival du cinéma grec de Thessalonique).

## Synopsis
Sur Syros au début du XXe siècle, un pêcheur, convaincu par les arguments de son député, vend tout ce qu'il possède pour acheter des actions dans une compagnie minière. Il déménage pour Athènes avec sa femme et ses sept enfants. Cependant, un krach boursier le ruine. Il se retourne alors vers son député qui lui trouve un emploi de fossoyeur.

## Fiche technique
- Titre : Les Corbeaux
- Titre original : Kοράκια (Korakia)
- Réalisation : Takis Spetsiotis
- Scénario : Takis Spetsiotis et Despina Danae Maroulakou d'après La Complainte du fossoyeur d'Emmanouíl Roḯdis
- Direction artistique : Marina Athanassiou
- Costumes : Marina Athanassiou et Marilena Moshouti
- Photographie : Philippos Koutsaftis
- Montage : Despina Danae Maroulakou
- Musique : Philippos Tsalahouris
- Production :  Centre du cinéma grec, Takis Spetsiotis et Alekos Papageorgiou
- Pays d'origine :  Grèce
- Langue : grec
- Format :  Couleurs
- Genre : Comédie dramatique
- Durée : 76 minutes
- Dates de sortie : 1991 (festival du cinéma grec de Thessalonique)

## Distribution
- Giorgos Morogiannis
- Matina Moshovi
- Giorgos Kedros
- Giorgos Haralambidis
- Yannis Thomas
- Eleni Xenopoulou

## Récompenses
- Festival du cinéma grec 1991 (Thessalonique) : meilleure actrice dans un second rôle.